# Aloe harmsii
Aloe harmsii é uma espécie de liliopsida do gênero Aloe, pertencente à família Asphodelaceae.